# 救急料
救急料（きゅうきゅうりょう）とは、平安時代に災害や凶作などによる民衆の困窮疾病の急を救うために用意された稲。こうした人々の救済には当初は諸国に設定された救急田・賑給田の収益や賑給の実施、義倉・田租の一部を割いて行われていたが、平安時代に入ると土地の維持の問題や地方財政の悪化によってそれが困難となってきたため、出挙の仕組を利用して一定量の稲を運用することによって費用の捻出が図られた。天長10年（833年）6月に大国に10万束、上国に8万束、中国に6万束、下国に4万束の稲を救急料として確保して出挙運用することが定められた。ただし、田地が狭く自国の収入のみでの運営が困難であった志摩国に関しては、出挙は行わずに田租の中から500斛の籾穀を救急料として常時確保するという例外的な措置が取られた。ほとんどの国々においてこの措置が実施され、『延喜式』では全国総計388万378束の救急料が確保されていたとされている。ところが、実際においては浮橋・布施屋の社会事業の費用に充てられた他、法会や官舎修理の費用など様々な名目による救急料の流用なども行われていた。